# Pedro Henrique Cortes Oliveira Góis
Pedro Henrique Cortes Oliveira Góis (* 17. Januar 1992 in São Paulo, Brasilien), auch einfach nur Pedro Henrique genannt, ist ein brasilianisch-osttimoresischer Fußballspieler.

## Karriere

### Verein
Pedro Henrique erlernte das Fußballspielen in den brasilianischen Vereinen vom Olé Brasil FC und dem CA Taboão da Serra. Von  2010 bis Mitte 2013 stand er bei den brasilianischen Vereinen vom Uberaba SC, AE Santacruzense und dem Petrolina Social FC unter Vertrag. Am 1. Juli 2013 ging er nach Katar, wo er sich dem Mesaimeer SC aus Mesaimeer anschloss. Ende Februar 2014 zog er weiter in den Oman. Hier unterschrieb er einen Vertrag beim Al-Oruba SC in Sur. Der PKNS FC, ein Verein aus Malaysia, nahm ihn am 1. Juli 2015 für ein Jahr unter Vertrag. Über den iranischen Verein Sepahan FC, bei dem er von Juli 2016 bis Januar 2017 unter Vertrag stand, ging er zur neuen Saison nach Südkorea. Hier nahm ihn Daejeon Citizen unter Vertrag. Das Fußballfranchise aus Daejeon spielte in der zweiten Liga, der K League 2. Hier kam er jedoch nicht zum Einsatz. Ende Juli 2017 ging er nach Europa, wo er in Malta einen Vertrag bei den Ħamrun Spartans unterschrieb. Mit dem Verein aus Ħamrun spielte er viermal in der ersten Liga des Landes, der Maltese Premier League. Im Januar 2018 ging er nach Bahrain. Hier unterzeichnete er einen Vertrag bei al-Ahli in Manama. Nach nur knapp einen Monat wurde der Vertrag wieder aufgelöst. Über den Victory SC von den Malediven wechselte er zur Rückrunde im Juni 2018 nach Thailand. Hier stand er bis Saisonende beim Samut Sakhon FC unter Vertrag. Der Verein aus Samut Sakhon spielte in der zweiten thailändischen Liga, der Thai League 2. Von Dezember 2018 bis März 2019 war er vertrags- und vereinslos. Petaling Jaya City FC, ein Erstligist aus Malaysia, nahm ihn Anfang April 2019 unter Vertrag. Für den Klub aus Petaling Jaya absolvierte er zehn Erstligaspiele. Nach Saisonende ging er im November 2019 für ein Jahr nach Bangladesch. Hier stand er bis Ende Oktober beim Sheikh Russel KC unter Vertrag. Dreimal stand er für den Verein aus Dhaka in der ersten Liga auf dem Platz. Über den angolanischen Verein Grupo Desportivo Sagrada Esperança und den malaiischen Klub Sri Pahang FC unterschrieb er Anfang Januar 2022 einen Vertrag beim thailändischen Zweitligisten Navy FC. Am Ende der Saison 2021/22 musste er mit der Navy als Tabellenletzter in die dritte Liga absteigen. Nach dem Abstieg verließ er den Verein und ging nach Indonesien. Hier unterschrieb er einen Vertrag beim Erstligisten Madura United. Für den Klub aus Pamekasan bestritt er 15 Ligaspiele. Im Januar 2023 wechselte er zum ebenfalls in der ersten Liga spielenden Persikabo 1973. Hier stand er zwölfmal in der ersten Liga auf dem Spielfeld. Im Juni 2023 zog es ihn nach Malaysia, wo er einen Vertrag beim Erstligisten Kuching City FC unterschrieb. Für dem Vereom aus Kuching bestritt er 21 Erstligaspiele. Im Februar 2025 ging er wieder nach Brasilien, wo er bis Mitte August 2025 für die Vereine CS Sergipe und AO Itabaiana spielte. Im August 2025 zog es ihn wieder nach Thailand. Hier nahm ihn der Zweitligist Pattaya United FC aus dem Seebad Pattaya unter Vertrag.

### Nationalmannschaft
Pedro Henrique spielte von 2013 bis 2016 fünfmal in der U23-Nationalmannschaft von Osttimor.

## Persönliches
Seit dem 3. Dezember 2013 besitzt Pedro Henrique auch die Staatsbürgerschaft von Osttimor.